# Dracula III - Il testamento
Dracula III - Il testamento (Dracula III: Legacy) è un film del 2005 scritto e diretto da Patrick Lussier, terzo capitolo della serie Dracula's Legacy.

## Trama
Il terzo episodio continua dove era stato lasciato il secondo, con padre Uffizi che viene colpito, ma che in realtà si riprende e dà la caccia a due vampiri uccidendoli. Insieme a un ragazzo rimasto vivo nel secondo film darà la caccia a Dracula, questa volta senza l'approvazione della Chiesa, con i vari pericoli che ciò comporta. Un nuovo Van Helsing nei panni di un prete.

## Curiosità
Il titolo originale del primo capitolo della serie era Dracula 2000, ma in Italia fu proposto col titolo Dracula's Legacy. Ecco quindi che cinque anni dopo il terzo capitolo si chiama in originale Dracula III: Legacy, come anticipato dai distributori italiani.